# Laphystia indica
Laphystia indica là một loài ruồi trong họ Asilidae. Laphystia indica được Joseph & Parui miêu tả năm 1997. Loài này phân bố ở miền Ấn Độ - Mã Lai.